# عقدية رئوية
العقديَّة الرئويَّة (الاسم العلمي: Streptococcus pneumoniae) أو المكوَّرة الرئويَّة (الاسم العلمي: Pneumococcus) هي بكتيريا إيجابية الغرام، وهي عضو من جنس العقديات لاهوائي اختياري يسبب انحلال الدم من النوع ألفا (تحت الظروف الهوائية) وانحلال الدم من النوع بيتا (تحت الظروف اللاهوائية)، وعادة ما توجد في أزواج، ولا تشكل أبواغ، كما أنها غير متحركة. وباعتبارها جرثومة ممرضة بشريّة مهمة، تمّ اعتبار المكورة الرئوية كسبب رئيسي للالتهاب الرئوي في أواخر القرن التاسع عشر، وهو موضوع العديد من دراسات المناعة الخلطية.
وتكمن المكورة الرئوية دون أعراض في الأشخاص الأصحاء حاملين العدوى مكونة مستعمرات في الجهاز التنفسي، والجيوب الأنفية، والتجويف الأنفي. ومع ذلك، قد تصبح البكتيريا مسببة للأمراض في الأفراد الذين يعانون من ضعف أجهزة المناعة، مثل كبار السن والأطفال الصغار، وتنتشر إلى أماكن أخرى لتسبب المرض، الذي ينتقل عن طريق الاتصال المباشر بين الأشخاص عن طريق الرذاذ التنفسي، وعن طريق العدوى الذاتية في الأشخاص الذين يحملون البكتيريا في المسالك التنفسية العليا، كما يمكن أن يكون سببا في العدوى الوليدية.
والمكورة الرئوية هي السبب الرئيسي للالتهاب الرئوي المكتسب من المجتمع والتهاب السحايا في الأطفال والمسنين، وتسمم الدم في المصابين بفيروس نقص المناعة البشرية. وتسبب البكتيريا أيضًا العديد من أنواع عدوى المكورات الرئوية بخلاف الالتهاب الرئوي. وتشمل هذه الأمراض الرئوية الغازية: التهاب الأنف، والتهاب الجيوب الأنفية الحاد، والتهاب الأذن الوسطى، والتهاب الملتحمة، والتهاب السحايا، والإنتان، والتهاب العظم والنقي، والتهاب المفاصل الإنتاني، والتهاب الشغاف، والتهاب الصفاق، والتهاب التامور، والتهاب النسيج الخلوي، وخراج المخ.
ويمكن التمييز بين العقديات الرئوية من العقديات المخضرة، التي يكون بعضها هي أيضا انحلالي من النوع ألفا، وذلك باستخدام اختبار أوبتوشين، حيث أن المكورة الرئوية حساسة للأوبتوشين. ويمكن أيضا تمييزها على أساس حساسيتها للتحلل بواسطة الصفراء فيما يسمى بـ«اختبار الذوبانية بالصفرء». وتحتوي البكتيريا المغلفة والموجبة الغرام على مورفولوجيا مميزة بصبغة الغرام، حيث تكون على شكل أزواج شريطية مثل المبضع، كما أن المكورات الرئوية لديها محفظة من عديد السكاريد تعمل كعامل ضراوة للكائن الحي، حيث يوجد لها أكثر من 90 نمط مصلي مختلف معروف، وتختلف هذه الأنواع في الضراوة والانتشار ومدى مقاومة الأدوية.

## تاريخ
عُزل الكائن الحي في عام 1881، والذي عرف في وقت لاحق في عام 1886 باسم «المكورات الرئوية» (الاسم العلمي: pneumococcus)؛ لدوره سببًا للالتهاب الرئوي في وقتٍ واحد وبشكل مستقل من قِبَل طبيب الجيش الأمريكي جورج ستيرنبرغ والكيميائي الفرنسي لويس باستور.
وُصف باسم «المكورات المزدوجة الرئوية» (الاسم العلمي: Diplococcus pneumoniae) في عام 1920؛ بسبب مظهره المميز في البلغم المصبوغ بالغرام، ثم غيّر اسمه إلى «العقديَّة الرئوية» (الاسم العلمي: Streptococcus pneumoniae) في عام 1974؛ لأنه كان مشابهة جدًا للعقديات.
ولعبت المكورة الرئوية دورًا مركزيا في إثبات أن المواد الجينية تتكون من الحمض النووي. وفي عام 1928، أظهر فريدريك غريفيث تحول الحياة الذي حول المكورة الرئوية إلى شكل قاتل عن طريق المشاركة في حقن المكورات الرئوية الحية في الفأر جنبا إلى جنب مع المكورات الرئوية الخبيثة المقتولة بالحرارة. وفي عام 1944، أثبت أوزوالد أفيري وكولين ماكلويد وماكلين ماكرتي أن العامل المحول في ثتجربة غريفيث لم يكن بروتينًا كما كان يُعتقَد على نطاق واسع في ذلك الوقت، ولكنه كان الحمض النووي. وتميزت أعمال أفيري بميلاد العصر الجزيئي للوراثة.

## علم الوراثة
ويتكون جينوم المكورة الرئوية من بنية دائرية مغلقة تحتوي على ما بين 2.0 و2.1 مليون زوج قاعدي اعتمادًا على السلالة، ولديها مجموعة أساسية من 1553 جين، بالإضافة إلى 154 جين في يسهم في ضرازتها، و176 جين يحافظ على النمط الظاهري الغير توغلي. ويمكن أن تختلف المعلومات الوراثية بين السلالات إلى 10%.

### التحول
ينطوي التحول البكتيري الطبيعي على نقل الحمض النووي من بكتيريا إلى أخرى عبر الوسط المحيط. والتحول هو عملية تطورية معقدة تتطلب طاقة، وتعتمد على التعبير عن جينات عديدة. وفي المكورة الرئوية، هناك حاجة إلى 23 جينات على الأقل للتحول. ولكي ترتبط بكتيريا، وتلتحم، وتعيد تكوين الحمض النووي الخارجي في كروموسوماتها، يجب أن تدخل حالة فسيولوجية خاصة تسمى التأهيل.
ويحدث تأهيل الخلايا في المكورة الرئوية بواسطة عوامل مدمِّرة للحمض النووي مثل ميتوميسين سي، والمضادات الحيوية الفلوروكينولونية (النورفلوكساسين، والليفوفلوكساسين، والموكسيفلوكساسين)، ومثبطات توبوإيزوميراز. ويحمي تحول المكورة الرئوية ضد تأثير الميتوميسين سي المبيد للجراثيم. وجمع ميكود وآخرون أدلة ملخصة على أن التحريض على التأهل في المكورة الرئوية يرتبط بالمقاومة المتزايدة للإجهاد التأكسدي وزيادة التعبير عن بروتين RecA، وهو أحد المكونات الرئيسية لآلية إصلاح إعادة التركيب الجيني؛ لإزالة تلف الحمض النووي. وعلى أساس هذه النتائج، اقترحوا أن التحول هو تكيف لإصلاح تلف الحمض النووي المؤكسد. وتحفز العدوى بالمكورة الرئوية الكريات البيضاء متعددة النوى لإنتاج انفجار تأكسدي يحتمل أن يكون قاتل للبكتيريا، وتساهم قدرة المكورة الرئوية على إصلاح الأضرار التأكسدية للحمض النووي في الجينوم الخاص بها في ضراوة هذا الممرض على الأرجح. وتماشيا مع هذه الفرضية، أفاد لي وآخرون أنه من بين عزلات المكورات الرئوية المختلفة القابلة للتحول بدرجة عالية، يعتمد تناسب المستعمرات الأنفية وحدة البكتيريا (عدوى الرئة) على نظام تأهيل سليم.

## العدوى
المكورة الرئوية هي جزء من البكتيريا الطبيعية في الجهاز التنفسي العلوي. وكما هو الحال مع العديد من البكتيريا الطبيعية، يمكن أن تصبح مسببة للأمراض في ظل الظروف المناسبة، عادة عندما يتم قمع الجهاز المناعي للمضيف. وتعتبر المحفظة المضادة للبلعمة، والالتصاقات المختلفة، ومكونات جدار الخلية المناعية كلها عوامل ضراوة رئيسية. وبعد أن تستعمر المكورة الرئوية الأكياس الهوائية للرئتين، يستجيب الجسم بتحفيز الاستجابة الالتهابية، مما يسبب ملء الحويصلات الهوائية بالبلازما والدم وخلايا الدم البيضاء، وتسمى هذه الحالة بالالتهاب الرئوي، وهو حساس للكليندامايسين.

## الأمراض والأعراض

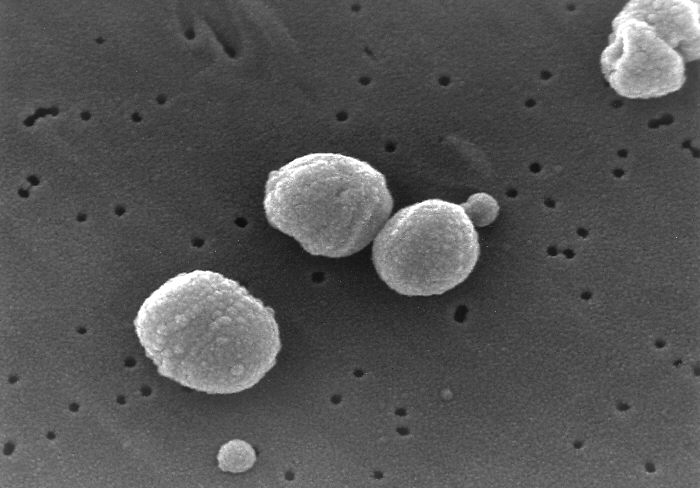
العقدة الرئوية

يعتبر الالتهاب الرئوي من أكثر الأمراض التي تسببها المكورة الرئوية شيوعا، والتي تشمل أعراضا، مثل الحمى، والقشعريرة، والسعال، والتنفس السريع، وصعوبة التنفس، وألم في الصدر. وقد تشمل الأعراض بالنسبة للمسنين، الارتباك، ونقص الانتباه، مع الأعراض المذكورة سابقا ولكن بدرجة أقل.
والتهاب السحايا بسبب المكورات الرئوية هو عدوى في الأنسجة التي تغطي الدماغ والحبل الشوكي، وتشمل الأعراض تيبّس العنق، والحمى، والصداع، والارتباك، ورهاب الضوء.
وينتج الإنتان أيضا عن الاستجابة الكلية للعدوى، ويؤدي إلى تلف الأنسجة، وفشل الأعضاء، والموت، وتشمل الأعراض الارتباك، وضيق التنفس، وارتفاع معدل ضربات القلب، والألم أو الانزعاج، وفرط التعرق، والحمى، والارتجاف، والشعور بالبرد.

## اللقاح
نظرًا لأهمية المرض الذي تسببه المكورة الرئوية، فقد تم تطوير العديد من اللقاحات للحماية من العدوى الغازية منها اللقاح عديد القوى (polyvalent) الذي يملك 23 نمطاً مختلفاً. وتوصي منظمة الصحة العالمية بالتطعيم الروتيني ضد المكورة الرئوية في الطفولة، وتم دمج لقاح المكورة الرئوية في جدول التمنيع في مرحلة الطفولة في عدد من البلدان بما في ذلك المملكة المتحدة، والولايات المتحدة، وجنوب أفريقيا.

## التداخل مع عدوى المستدمية النزلية
تاريخيا، كانت المستدمية النزلية سببا مهما للعدوى، ويمكن العثور على كل من المستدمية النزلية والمكورة الرئوية في الجهاز التنفسي العلوي البشري. وكشفت دراسة ما عن المنافسة في المختبر أن المكورة الرئوية قد تغلبت على المستدمية النزلية من خلال مهاجمتها ببيروكسيد الهيدروجين. ومع ذلك، في دراسة ما أضافت كلا البكتيريا إلى تجويف الأنف في فأر خلال أسبوعين، نجت خلالهما المستدمية النزلية فقط. وأظهر التحليل الإضافي أن العدلات المعرضة للمستدمية النزلية الميتة كانت أكثر عدوانية في مهاجمة المكورة الرئوية.

## التشخيص

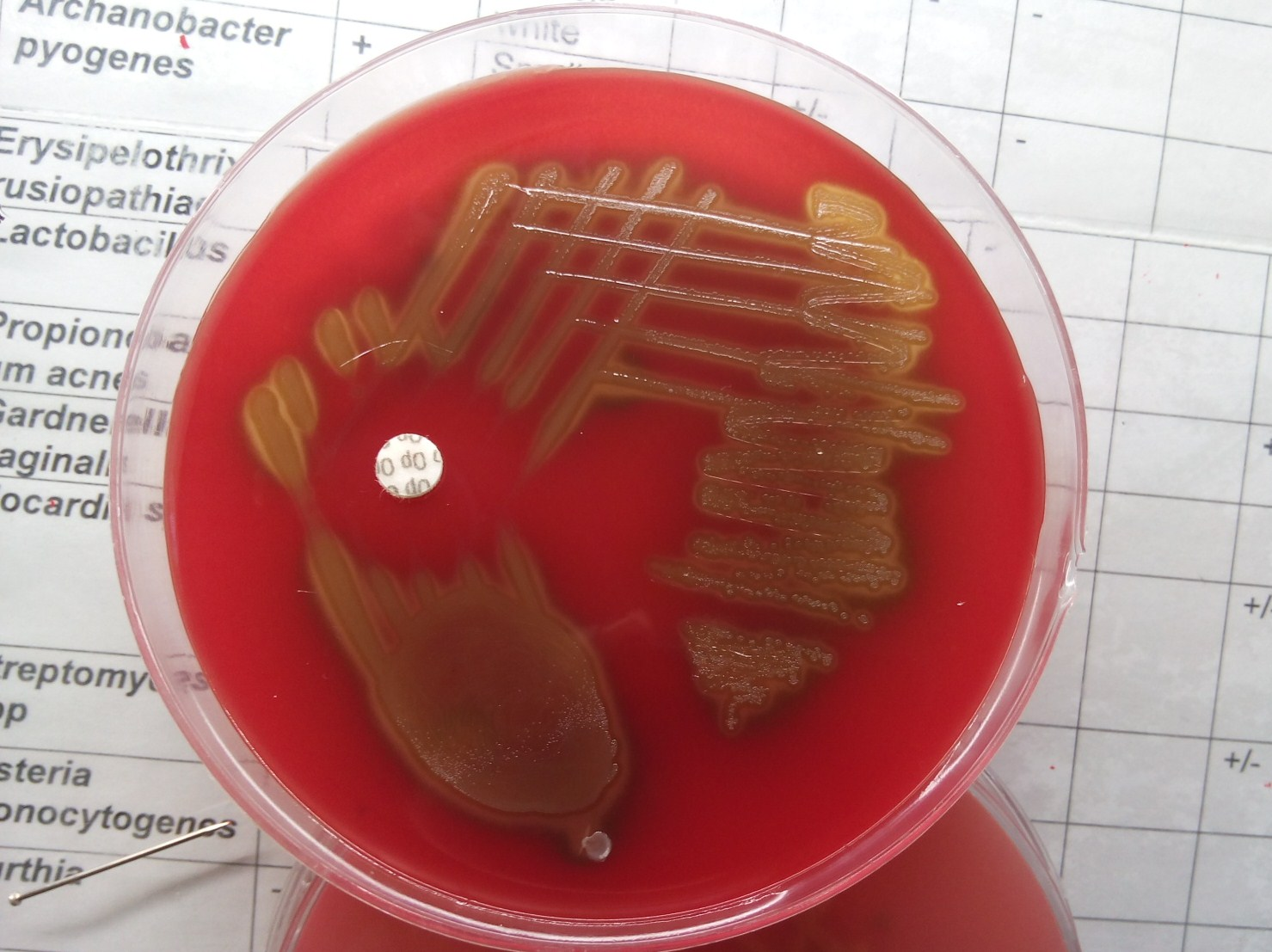
المكورة الرئوية

يتم إجراء التشخيص بشكل عام استنادًا إلى الاشتباه السريري إلى جانب نتيجة المزرعة الإيجابية لعينة من أي مكان في الجسم. وارتفاع مضاد ستربتوليزين O أكبر من 200 وحدة هو مؤشر مهم. والمكورة الرئوية بشكل عام حساسة للأوبتوشين، على الرغم من ملاحظة بعض المقاومة له.
وقد مكنت التطورات الحديثة في الجيل التالي من التسلسل والجينوم المقارن من تطوير طرق جزيئية قوية وموثوقة للكشف والتعرف على المكورة الرئوية. على سبيل المثال، تم وصف جين Xisco مؤخرًا كمؤشر بيولوجي للكشف القائم على تفاعل البوليميراز المتسلسل للمكورة الرئوية والتمييز بين الأنواع ذات الصلة الوثيقة.
ويمتلك الأترومينتين والليكوميلون نشاطا مضاد للجراثيم، ويثبطان الإنزيم المختزل للبروتين الحامل للأسيل إنيل (enoyl-acyl carrier protein reductase)، وهو ضروري للتخليق الحيوي للأحماض الدهنية في المكورات الرئوية.